# Niziny Sasko-Łużyckie
Niziny Sasko-Łużyckie (317) – podprowincja fizycznogeograficzna na pograniczu południowo-zachodniej Polski i wschodnich Niemiec, stanowiąca południową część Niżu Środkowoeuropejskiego. W regionie dominują piaszczyste stożki napływowe sudeckich rzek: Nysy Łużyckiej, Bobru i Kwisy. Przeważają tu bory sosnowe. Bogate złoża miedzi (LGOM) na obszarze monokliny przedsudeckiej.
Na terenie Polski Niziny Sasko-Łużyckie dzielą się na 3 makroregiony i 7 mezoregionów:
317.2 Obniżenie Dolnołużyckie
317.23 Kotlina Zasiecka
317.4 Wzniesienia Łużyckie
317.46 Wał Mużakowski
317.7 Nizina Śląsko-Łużycka
317.74 Bory Dolnośląskie
317.75 Równina Szprotawska
317.76 Wysoczyzna Lubińska
317.77 Równina Legnicka
317.78 Równina Chojnowska
Bibliografia
- J. Kondracki, Geografia regionalna Polski, PWN, Warszawa 2002 (ISBN 83-01-13897-1)